# Sierra de El Paso
La sierra de El Paso es un cordal montañoso localizado al sur de California en los Estados Unidos de América. La sierra está ubicada en dirección suroeste-noroeste, al este de la autopista 14 y al norte de la sierra de Rand. El parque estatal del cañón del Red Rock se ubica al occidente de la sierra.
La cadena montañossa tiene una longitud de 18 millas (29,0 km) y un ancho de 16 mi (25,7 km)  William "Burro" H. Schmidt ente el año 1906 y 1938.

## Prehistoria
El pueblo Coso fue una tribu indígena que habitó esta sierra. Este pueblo realizó excavaciones en las rocas de la sierra y las montañas cercanas, y mantenían un comercio considerable con otras tribus, algunas tan distantes como el pueblo Chumash en la costa Pacífica.